# Жужел
 Тази статия е за селото в Пинд.  За селото в Костенарията вижте Жужелци.  
Жу̀жел (на гръцки: Ζούζουλη, Зу̀зули) е село в югозападната част на Егейска Македония, Гърция, част от дем Нестрам в административната област Западна Македония.

## География
Жужел е разположено на Жужелската река, високо в североизточните разклонения на планината Смолика (Смоликас). Жужел е най-южното село на дем Нестрам и географски принадлежи към Епир, а не към Македония. Близо до селото се намира Жужелският мост.

## Етимология
Според „Българския етимологичен речник“ етимологията на името е от думата жужел, означаваща насекомото жътвар. Сравним е глаголът жужя.

### В Османската империя
Съдейки по името му, в XVIII век селото най-вероятно е населено с българи, но е напуснато в размирните години по времето на управлението на Али паша Янински и е заселено с гърци качауни от Епир. В края на XIX век Жужел е село в Борботска нахия в Костурска каза. Според статистиката на Васил Кънчов („Македония. Етнография и статистика“) в 1900 година Жужел има 120 жители гърци.
На Етнографската карта на Битолския вилает на Картографския институт в София от 1901 година Жужел е чисто българско село в Костурската каза на Корчанския санджак с 25 къщи.
По данни на секретаря на Българската екзархия Димитър Мишев („La Macédoine et sa Population Chrétienne“) в 1905 година в Жужел има 125 гърци и в селото работят гръцко основно и прогимназиално училище.
Гръцка статистика от 1905 година показва Зузули като село със 189 жители гърци.

### В Гърция
През Балканската война селото е окупирано от гръцки части и след Междусъюзническата война в 1913 година влиза в Гърция. По време на Гражданската война пострадва силно и е напуснато от жителите си. След войната е възстановено.
През 60-те години, след катастрофални свлачища в 1963 година, много от жителите на Жужел се заселват в костурското село Маняк (Маняки). От 1997 година Висанско е част от община Аренес (Κοινότητα Αρρένων), която от 1 януари 2011 година по закона Каликратис е слята с дем Нестрам.
| Име        | Име         | Ново име   | Ново име   | Описание                   |
| ---------- | ----------- | ---------- | ---------- | -------------------------- |
| Бранганиес | Μπραγκανιὲς | Тамнотопос | Θαμνότοπος | гора в Смолика, Ю от Жужел |

| Година    | 1913 | 1920 | 1928 | 1940 | 1951 | 1961 | 1971 | 1981 | 1991 | 2001 | 2011 | 2021 |
| --------- | ---- | ---- | ---- | ---- | ---- | ---- | ---- | ---- | ---- | ---- | ---- | ---- |
| Население | 305  | 268  | 351  | 423  | 399  | 437  | 31   | 15   | 234  | 84   | 44   | 40   |